# تيلوين الشمالية (اغريس السفلي)
تيلوين الشمالية هي إحدى مشيخات المملكة المغربية، تتبع جغرافيا لإقليم الرشيدية وإداريًا لاغريس السفلي. يقدر عدد سكانها بـ 1368 نسمة حسب الإحصاء الرسمي للسكان والسكنى لسنة 2004.